# بورت هوينيمي (كاليفورنيا)
بورت هوينيمي (بالإنجليزية: Port Hueneme)‏ هي إحدى مدن مقاطعة فينتورا، كاليفورنيا. تم إعطاءها لقب مدينة في 24 مارس، 1948.

## أعلام
- مايرون هنت
- يوجين فورد
- ماريا بامفورد
- بيتر دونلون